# Zespół klasztorny elżbietanek w Cieszynie
Zespół klasztorny elżbietanek – zabytkowy klasztor i kościół elżbietanek cieszyńskich w Cieszynie.

## Historia
Pierwszy klasztor elżbietański w Cieszynie powstał w XVIII w. Spłonął on wraz z częścią zabudowy miejskiej podczas pożaru, który wybuchł 6 maja 1789. Obecna siedziba zgromadzenia została wzniesiona w latach 1900–1903. Budynek powstał według projektu Jana Müllera. Pracami budowlanymi kierowali Antoni Jonkisch i Jan Nossek. W czasie II wojny światowej w budynku miał siedzibę szpital wojskowy. W 1949 klasztor i szpital przejęły państwo. Siostry musiały płacić podatek z używania pomieszczeń na cele zakonne do kasy szpitalnej. W 1954 próbowano znacznie ograniczyć użytkowanie przez siostry części budynku. W 1980 katowicki biskup Herbert Bednorz erygowano parafię pw. św. Elżbiety, której kościołem parafialnym stał się kościół klasztorny. Siostry odzyskały klasztor po 1989, chociaż do 2011 mieściły się w nim nadal oddziały Szpitala Śląskiego. Kościół św. Elżbiety Węgierskiej konsekrował 2 października 2010 bp Tadeusz Rakoczy.

## Architektura

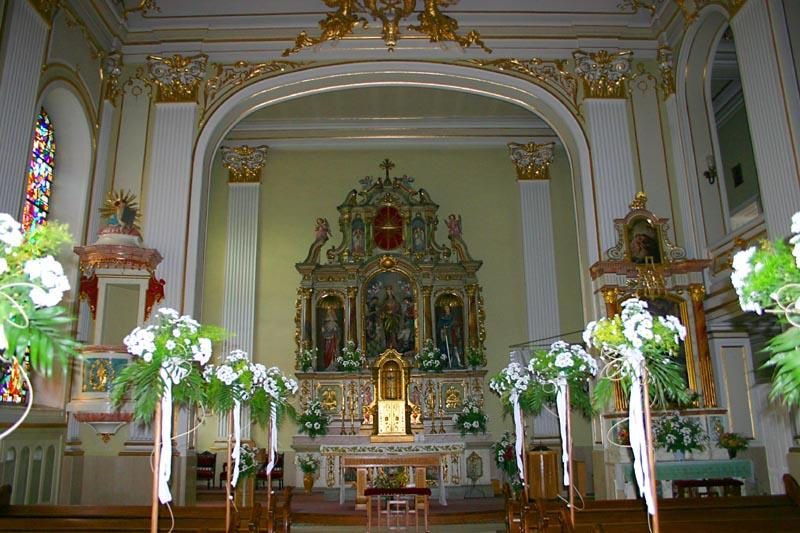
Wnętrze kościoła klasztornego

Zespół składa się z budynku frontowego wzdłuż ul. Katowickiej oraz bocznych skrzydeł. Zewnętrzną elewację kościoła klasztornego zdobią elementy dekoracyjne z motywami winnego grona oraz figury świętych: Józefa i Franciszka. W elewacjach skrzydeł umieszczono figury świętych: Matki Bożej Królowej Pokoju (od ul. Liburnia) oraz Elżbiety Węgierskiej (od strony probostwa). Dominującym stylem jest neobarok.

## Instytucje
W skład kompleksu wchodzi zabudowa klasztorna z kościołem parafialnym pw. św. Elżbiety Węgierskiej. W poszczególnych obiektach mają swoją siedzibę:
- kuria generalna Zgromadzenia Sióstr św. Elżbiety III Zakonu Regularnego św. Franciszka
- generalny dom formacyjny
- dom zakonny
- Centrum Medyczne Sióstr Elżbietanek
- Dom Pomocy Społecznej "Betania"
- kościół parafialny (Parafia św. Elżbiety w Cieszynie)